# 로신섬 (태국)
로신섬(태국어: เกาะโลซิน 꼬로신[*])은 타이만에 위치한, 태국 빠따니 주의 작은 등대 섬이다.

## 분쟁
끄라 섬과 마찬가지로, 무인도인 로신 섬은 영토 분쟁 지역인데, 이는 말레이시아와 태국 사이의 대륙붕 경계에 대한 분쟁은 경계에 대해 두 나라가 각각 타산적으로 등거리선을 채택하여 다른 기선이 생겼기 때문이다. 태국이 실효적 지배를 하고 있다.